# Løbsk drivhuseffekt
En løbsk drivhuseffekt (på engelsk runaway greenhouse effect) er en ustoppelig og selvforstærkende drivhuseffekt, der fører til fordampning af alt det flydende vand på en planet. Denne virkning har et velkendt eksempel med de klimatiske processer på Venus.

## Løbsk drivhuseffekt på Venus
Det antages generelt, at en løbsk drivhuseffekt fandt sted på Venus, hvilket førte til fordampning af muligvis eksisterende vandhav. Jorden og Venus er sammenlignelige planeter på mange måder. De har omtrent den samme diameter og den samme masse. Allerede i 1970 kunne Rasool og De Bergh vise, at Venus' nærhed til solen udløste en løbsk drivhuseffekt. At fordampe visse mængder vand gennem denne nærhed (og dermed varme) udgør ikke i sig selv en drivhuseffekt, men vanddamp, som CO2, fungerer som en drivhusgas. Dampen medfører yderligere opvarmning, hvilket igen medfører yderligere fordampning af flydende vand. "Løbsk" her er den selvforstærkende virkning, som i sidste ende har ført til en fuldstændig fordampning af vandhavene. I dag er det atmosfæriske tryk på Venus ca. 90 gange stærkere end på Jorden; ligevægtstemperaturen uden atmosfære ville være 34 ° C, men på grund af drivhuseffekten er 465 ° C. Til sammenligning: Drivhuseffekten på jorden hæver temperaturen fra teoretisk -18 ° C uden atmosfære til et gennemsnit på ca. 14 ° C (præindustriel) eller i øjeblikket ca. 15 ° C. Den løbske drivhuseffekt kaldes derfor undertiden Venussyndrom.

## Diskussion af muligheden for en løbsk drivhuseffekt også på Jorden
Muligheden for en løbsk drivhuseffekt på Jorden er gentagne gange blevet drøftet. Selv en lille stigning i drivhusgasser forårsaget af global opvarmning kan overskride farlige tærskler i jordsystemet, hvilket vil føre til yderligere opvarmningsprocesser. Dette ville føre til en tilstand kaldet Hothouse Earth. Steffen et al. (2018) kan ikke udelukke, at dette allerede vil være tilfældet med det to-graders mål, der er aftalt i Parisaftalen. Dette ville betyde, at når denne to-graders tærskel er nået, vil der blive igangsat irreversible processer, der fortsat vil opvarme jorden, selvom menneskeheden helt stopper drivhusgasudledningen. Selvom en sådan tilstand repræsenterer menneskefjendske forhold (fysiologisk uacceptable temperaturer og en stigning i havniveauet på 60 meter og mere), er den i sig selv stabil og ikke en løbsk virkning som på Venus. I hvilket omfang en løbsk drivhuseffekt kunne forekomme på Jorden, dvs. en selvforstærkende drivhuseffekt, der ville føre til fordampning af verdenshavene, er ikke blevet afklaret endeligt. Beregninger af Hansen et al. (2013)[kilde mangler] antyder, at forbrænding af alle fossile brændstoffer opvarmer luften over kontinenterne med et gennemsnit på 20 ° C og polerne med 30 ° C; jorden ville blive praktisk talt ubeboelig. Dette kan dog ikke udløse scenariet med en løbsk effekt. Allerede Rasool og De Bergh (1970) kunne beregne, at en løbsk drivhuseffekt også ville forekomme på Jorden, hvis den var ca. 10 millioner km tættere på solen. Med en afstand fra Jorden til solen på cirka 150 millioner km (se solsystem) ville det være 7%.